# 공항 터미널

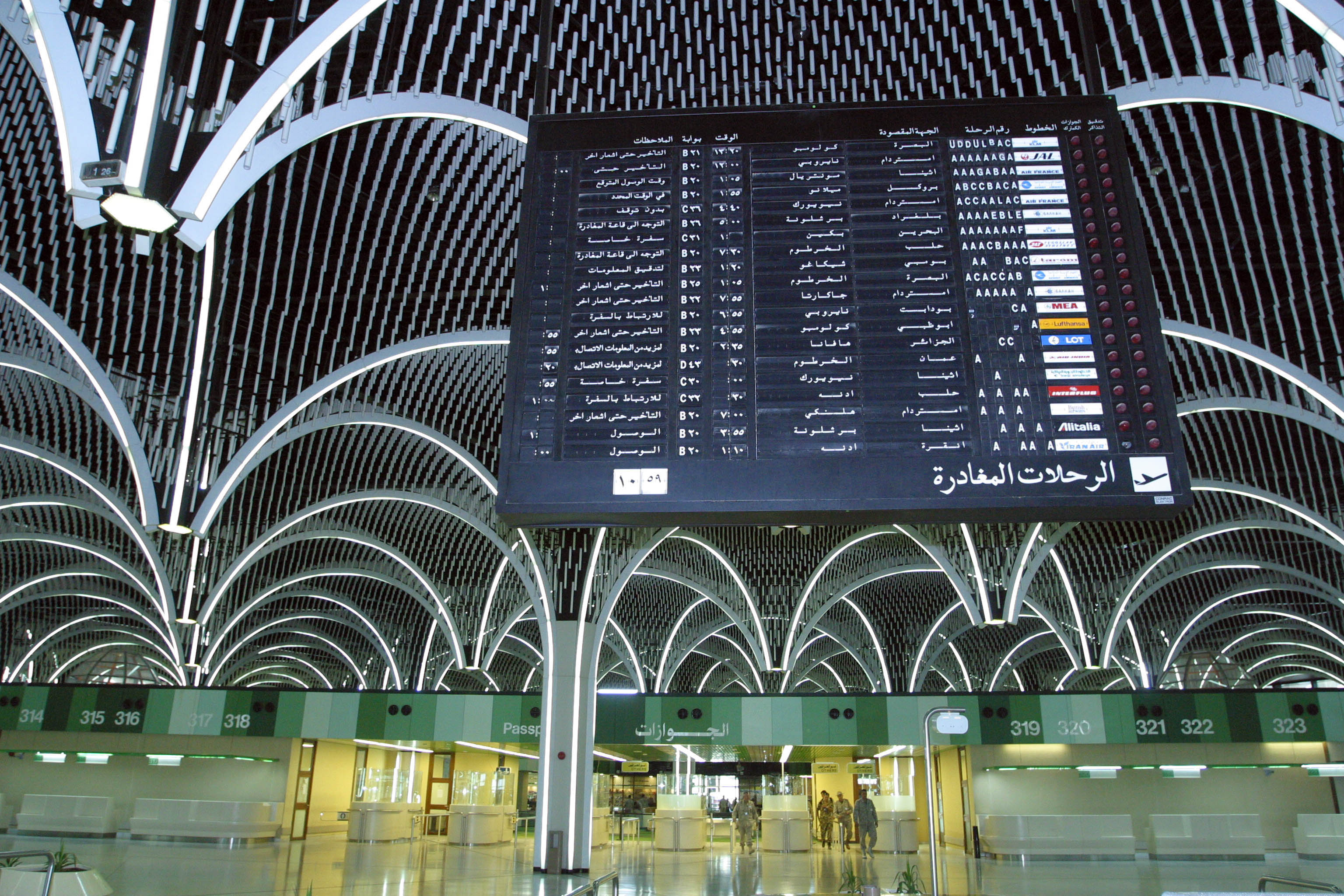
바그다드 국제공항의 내부

공항 터미널은 공항 시설의 하나로, 철도 와 버스, 택시, 자가용 등 지상 교통 수단과 환승, 티켓 구입 및 탑승 수속, 수하물 보관소 및 수하물 수령 항공 보안 검사, CIQ (세관, 출입국 관리, 검역)이 여기에서 이루어진다.
"에어 터미널"이라고도 하는데, 원래는 항공기에 여객과 화물을 싣고 내리고 중계하기 위한 장소를 의미하는 것이었으나 최근에는 공항이 도시로부터 떨어졌을 경우 여객의 편리를 위하여 도심지 부근에 그 집산(集散)하는 장소를 만들고 공항과 버스로 접속을 하는 장소의 의미로도 쓰인다.

## 구조

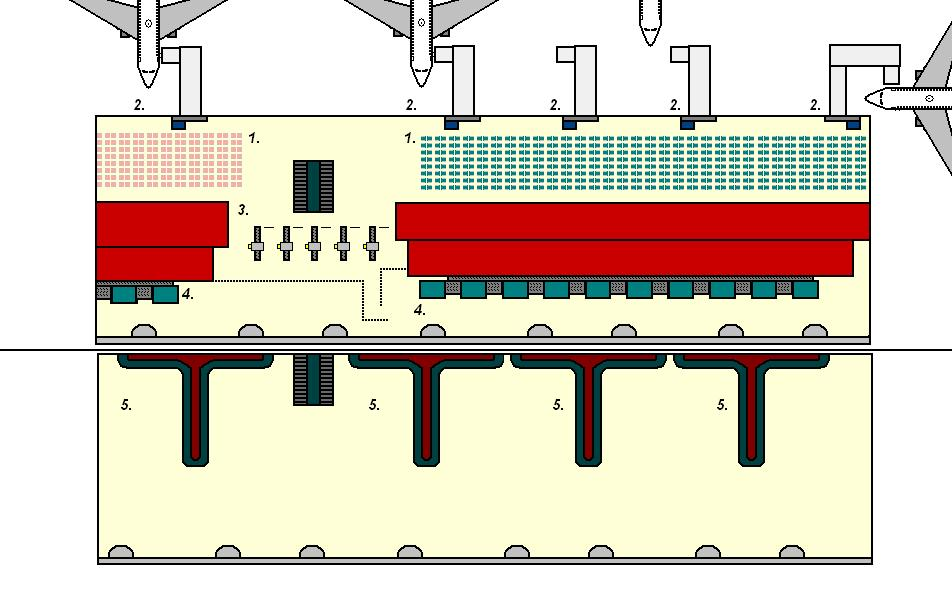
터미널의 일반적인 구조. 출발(위쪽 가운데) 및 도착층을 보여준다. 1. 출발 라운지, 2. 게이트와 제트 브리지, 3. 통관 게이트, 4. 짐 체크인, 5. 짐 찾는 곳.

## 같이 보기
- 공항철도